# Alunu
Alunu est une commune roumaine située dans le județ de Vâlcea.